# Molekyldynamik
.

Molekyldynamiksimulering av ett enkelt system. En ensam kopparatom träffar en yta av en kopparkristall. Varje cirkel motsvarar läget av en atom

Molekyldynamik (MD) används för att estimera atomers rörelse, och är en mycket viktig simuleringsmetod inom materialvetenskap, kemi och biologi. Atomers och molekylers rörelser kan förutsägas genom att beräkna hur de växelverkar med varandra. I klassisk molekyldynamik antar man en given form på denna växelverkan, som typiskt beror på avståndet dem emellan (till exempel Lennard-Jones potential). Vid simuleringens start ges varje atom eller molekyl ett startläge (och en begynnelsehastighet). Då beräknas krafterna och genom Newtons andra lag accelerationerna. Till sist låter man ett litet tidssteg (typiskt 1 fs) gå, så att nya lägen och hastigheter fås. Därefter beräknas krafterna igen och processen upprepas så länge man önskar (typiskt mellan 1 ps och 1 ns). Principen påminner mycket om hur man bygger upp molekylmodeller av kulor som sammankopplas med spiralfjädrar, på samma sätt som man gör på kemilektionerna i grundskolan.
Kraftfält
Krafterna som påverkar molekylernas rörelser simuleras i kraftfältsalgoritmer, där man försöker efterlikna Van der Waals krafter, Born-Oppenheimer-approximationen och dipol-dipol-interaktioner.
Främst används Lennard-Jonespotentialen för att approximera både Paulis exklusionsprincip och Van der Waals-interaktionerna. Buckinghampotentialen är en alternativ algoritm för Lennard-Jonespotentialen.
För dipol-dipol-interaktioner och vätebindningar används olika typer coulombskrafter. 
Det finns algoritmer för att simulera brownsk rörelse.
Kraftfälten beräknar därefter den  potentiella energin i hela molekylen och tar hänsyn till bindningars olika vridningsmoment.
Problem med MD
MD används främst för att hitta lägsta termodynamiska energinivån i system och för att kontrollera hur stabila molekylära system är. Problemet är oftast att MD ibland kan fastna i termodynamiska fällor. Fällorna kan antingen bero på att det krävs lång simuleringstid av brownsk rörelse för att molekylen ska börja röra sig i rätt riktning eller att molekylen har låst sig i ett felaktigt läge. Oftast kan man lösa dessa problem genom att höja temperaturen i systemet, vilket tillåter molekylerna att röra sig mera och därefter kyla ned systemet, en procedur som kallas för "simulated annealing".
MD-system kan inte simulera kemiska reaktioner, de simulerar bara atomers rörelser gentemot varandra. Det existerar reaktiva kraftfält som kan simulera kemiska reaktioner, till exempel ReaxFF . I sammanhang där man behöver simulera kemiska reaktioner brukar man också använda sig av kvantmekaniska simuleringar (QM), där man estimerar elektroners rörelser. I större system kan man ibland använda sig av en blandning mellan kvantmekanik och molekylärdynamik, QM/MM.
Ab initio molekyldynamik QM/MM.
Ab initio betyder "från första princip" vilket innebär att man utgår ifrån den för kvantmekaniken grundläggande Schrödingerekvationen och endast använder sig av fysikaliska konstanter för att beräkna kraftfältet. Detta i kontrast med MD där kraftfälten parametriseras med hjälp av empirisk data eller ab initio-beräkningar. Ab initio-beräkningar ger en mer korrekt simulering av systemet då elektronerna behandlas separat och baserat på kvantmekanikens lagar. Man kan då förutsäga fler egenskaper hos systemet, till exempel elektrondensiteten. För sitt arbete att möjliggöra denna typ av beräkningar tilldelades John Pople och Walter Kohn Nobelpriset 1998. 
Datakraftsbehov
För MD klarar man oftast att simulera mindre system med vanliga moderna laptops, på en rimlig tid. Men om man ska simulera större system kan behovet av datorkraft öka snabbt, och man kan behöva tillgång till ett serverkluster och använda parallellprogrammering för att utföra simuleringarna. Ab initio-MD kräver betydligt mer datorkraft än MD. 